# ماشدا
ماشدا الكيشي وهو الملك السومري الحادي عشر لسلالة كيش الأولى حكم في فترة 2900 ق م حسب قائمة الملوك السومريين جاء بعد أتاب وجاء بعده أريئوم.